# Plateau de Beille
Plateau de Beille es una estación de esquí de los Pirineos. Está situada en el departamento de Ariège, en Midi-Pyrénées. La estación de deportes de invierno se encuentra a una altitud de 1790 metros.
La estación de esquí se encuentra entre Tarascon-sur-Ariège y Ax-les-Thermes, cerca de la frontera española. Las pistas de esquí están entre los 1650 y 2000 m. Esta estación es la más importante de los Pirineos para practicar el esquí nórdico.

## Tour de France
Plateau de Beille ha sido el final de etapa del Tour de Francia siete veces: 1998, 2002, 2004 2007, 2011, 2015, y 2024. En las primeras cuatro ocasiones, el ganador de la etapa ha sido el vencedor del Tour: Marco Pantani en 1998, Lance Armstrong en 2002 y 2004 y Alberto Contador en 2007. 
| Año  | Etapa | Inicio de etapa    | Distancia (km) | Categoría de la ascensión | Ganador de etapa  | Líder de la general | Tiempo |
| ---- | ----- | ------------------ | -------------- | ------------------------- | ----------------- | ------------------- | ------ |
| 1998 | 11    | Bagnères-de-Luchon | 170            | HC                        | Marco Pantani     | Jan Ullrich         | 43:28* |
| 2002 | 12    | Lannemezan         | 198            | HC                        | Lance Armstrong   | Lance Armstrong     | 46:04  |
| 2004 | 13    | Lannemezan         | 205.5          | HC                        | Lance Armstrong   | Thomas Voeckler     | 45:40  |
| 2007 | 14    | Mazamet            | 170            | HC                        | Alberto Contador  | Michael Rasmussen   | 44:17  |
| 2011 | 14    | Saint-Gaudens      | 168.5          | HC                        | Jelle Vanendert   | Thomas Voeckler     | 46:26  |
| 2015 | 12    | Lannemezan         | 195            | HC                        | Joaquim Rodríguez | Christopher Froome  | 47:27  |
| 2024 | 15    | Loudenvielle       | 198            | HC                        | Tadej Pogačar     | Tadej Pogačar       | 39:50  |

* En el Tour de Francia de 1998, el final de etapa fue a los 1747 m, todas las otras veces ha acabado a los 1780 m.